# Centrifugale verdamper
De centrifugale verdamper is een apparaat dat wordt gebruikt om oplossingen te concentreren of in te dampen. De meest geavanceerde apparaten kunnen een middelpuntvliedende kracht van 500 maal de zwaartekracht genereren. De vloeistof wordt als het ware onder in het buisje 'gedrukt'. 

## Instrumentatie
De centrifugale verdamper bestaat uit verschillende onderdelen:
- een vacuümpomp: hiermee wordt lucht uit de kamer gepompt
- een kamer waar tegelijk een aantal samples in kunnen worden gezet
- verschillende applicatiemethoden, die bij het oplosmiddel van het sample horen. Het ene oplosmiddel verdampt sneller dan het andere, bijvoorbeeld een waterige of een organische oplossing
- keuze uit verschillende temperatuurniveaus
- een centrifugefunctie
- een condensor: deze zorgt ervoor dat de verdampte vloeistof weer condenseert en kan worden opgevangen

## Werking
De werking van de centrifugale verdamper is gebaseerd op drie principes: centrifugeren, temperatuur en vacuüm.
- Als eerste moet de oplossing, die DNA, RNA, eiwitten of andere samples kan bevatten, in het apparaat worden gezet. Hierna kan de gewenste temperatuur worden ingesteld. De temperatuur moet hoog genoeg zijn, zodat het oplosmiddel kan verdampen. Wanneer het apparaat op temperatuur is, kan het worden gestart. De centrifuge begint te draaien.
- Vervolgens wordt een vacuüm ingesteld. Hierdoor wordt de druk binnenin het apparaat verlaagd en hiermee ook het kookpunt van het oplosmiddel. Wanneer de druk zo laag wordt dat het kookpunt onder de temperatuur van de kamer komt te liggen, begint de stof te koken, dus te verdampen. Het centrifugeren voorkomt dat de buisjes heen en weer gaan schudden. Het oplosmiddel verdampt op deze manier van boven naar beneden.
- Wanneer er genoeg oplosmiddel is verdampt, kan het apparaat weer worden uitgeschakeld. Het afgezogen verdampte oplosmiddel komt in een opvangkolf terecht.

## Producenten
Centrifugale verdampers zijn in de jaren 60 door Savant Inc uitgevonden in de Verenigde Staten. Zij hebben het grootste merk centrifugale verdampers, genaamd SpeedVac. Andere bedrijven die centrifugale verdampers verkopen zijn de ondernemingen Martin Christ en LabConco in Duitsland en Genevac uit Groot-Brittannië.